# 에스켐
에스켐(SChem Inc.)은 대한민국의 OLED 핵심 소재 합성·정제 기업이다. 본사는 충청북도 제천시 제2바이오밸리로5길 15 (왕암동)에 위치해 있다. 대표이사는 하홍식, 염호영이다.

## 투자

### 재무적 투자자
키움프라이빗에쿼티, IMM인베스트먼트, 유안타인베스트먼트

## 상장
2024년 11월 18일 주관사를 NH투자증권으로 공모가 1만원(공모가 희망밴드 1만 3,000~1만4,600원)에 코스닥 시장에 상장할 예정이다.

## 같이 보기
- OLED
- 한켐
- 디엔에프
- 피아이첨단소재
- 덕산네오룩스
- 켐트로스
- 피엔에이치테크
- 삼성디스플레이

## 참고 문헌
1. ↑  김동수, 에스켐, 코스닥 상장 위한 상장예비심사 승인, 플레이포럼, 2024.09.06
2. ↑  최양해, 에스켐, 상장예심 승인...키움PE 엑시트 ‘청신호’, 뉴스톱, 2024.09.06
3. ↑  최양해, 에스켐, 상장예심 승인...키움PE 엑시트 ‘청신호’, 뉴스톱, 2024.09.06
4. ↑  한경석, 에스켐, 코스닥 상장 예심 승인…NH투자증권 주관, 파이낸셜투데이, 2024.09.07